# Mirene Cardinalli
Maria Irene Cardinalli da Silva (São João da Pesqueira, 14 de março de 1942 – Vila Franca de Xira, 19 de dezembro de 1969), mais conhecida pelo seu nome artístico Mirene Cardinalli, foi uma cantora portuguesa de música ligeira, uma das mais populares da segunda metade dos anos 1960.

## Biografia
Nascida em São João da Pesqueira a 14 de março de 1942, Mirene Cardinalli era filha de pais artistas numa companhia itinerante e tinha dois irmãos: Jorge e a atriz e cantora Helena Cardinalli. Pertencia pela parte da sua mãe à conhecida família Cardinalli, de origens italianas e muito ligada ao meio artístico. Começou a cantar aos 7 anos no Porto em emissões de rádio e logo depois fez teatro infantil. Como os seus pais mudavam constantemente de lugar, passou a viver em Canas de Senhorim com a sua avó, uma antiga circense italiana, quando andava no quarto ano de escolaridade. Mais tarde, matriculou-se numa escola em Silves, mas como se tornava cansativo já que os seus pais viviam em Portimão, decide largar os estudos e trabalhar com os seus pais. Durante a sua juventude, a sua mãe morre.
Num dos espetáculos da família, José Peixoto Matias, natural de Tomar, conheceu Mirene, na altura com 15 anos. Este relacionamento não era bem visto pela mãe de José, pois Mirene pertencia a uma família de artistas e um matrimónio com um artista não era visto com bons olhos pela sociedade da época. Por isso, mandou o seu filho para Angola de forma a impedir o casamento. No entanto, ambos casaram-se por procuração: José em Angola, e Mirene, com 17 anos, em Alcácer do Sal.
Após o casamento, Mirene foi viver para Luanda com o seu marido e voltou a cantar, desta vez em Angola, onde teve os seus grandes sucessos artísticos. Em 1961, foi convidada a atuar em Luanda e Mirene obteve um indiscutível sucesso, quer a nível de público quer de crítica, razão que a levou a fixar residência nessa cidade dois anos depois. Por essa altura, conquistou o prémio de interpretação no VII Festival da Canção de Angola com a canção "Poema do Ocaso" e, em 1966, o título de Rainha da Rádio de Angola. Nesse mesmo ano, conquista o primeiro lugar no Festival da Canção de Luanda, com a canção "Julgamento", e grava o seu primeiro disco. De baixa estatura mas com uma voz poderosa combinada com uma representação invulgar, Mirene tornou-se numa das cantoras mais conhecidas e requisitadas na época em Angola.
«Quando assinei contrato para gravar o meu primeiro disco, as lágrimas rolaram-me pela cara. Cantava já há dezassete anos e via fugirem-me as esperanças. Talvez as pessoas não acreditassem em mim. Talvez lhes parecesse impossível que num corpo tão franzino morasse uma voz tão forte...»
Mirene Cardinalli, 1968

Regressou, em 1967, à Metrópole onde se fixou e prosseguiu com a sua carreira de cantora com grande êxito. Marcou presença no Festival Luso-Galaico da Canção do Minho, nos festivais de Ourense e de Aranda do Douro, no VII Festival da Canção da Figueira da Foz e no Festival da Costa Verde, alcançando neste último o terceiro lugar com "Onde Morre o Sol". Deu espetáculos por todo o país e no Casino do Estoril e, após se submeter às habituais provas de admissão, tornou-se presença frequente na televisão e nos espetáculos da Emissora. Viajou e recebeu aplausos no Canadá e no Brasil e gravou três discos que obtiveram sucesso. Como atriz, representou com êxito a peça "João Ninguém" e teve um pequeno papel no filme "A Voz do Sangue".
Em 1968, participou no Festival RTP da Canção 1968 com a canção "Vento Não Vou Contigo", da dupla Rui Malhoa e Pedro Jordão, que alcançou o oitavo lugar, empatada com "Dentro de Outro Mundo" de Simone de Oliveira.
«Acho a música linda e invulgar. A letra, essa considero-a excecional. Tenho muita fé na canção. A melodia tem duas partes distintas, é sentimental mas não fatalista, acho que se situa no nível internacional. Além de que "Vento Não Vou Contigo" marca uma etapa na minha carreira, um novo estilo, uma nova forma de interpretar. Sim, gostava que a canção ganhasse, é difícil de cantar, mas desde o dia 20 de janeiro que a ando a ensaiar, antes mesmo de ser enviada a concurso. "Vento Não Vou Contigo" estava destinada a ser gravada por mim. [...] Há sempre uma esperança. Bom seria que o júri atendesse apenas às canções e não aos intérpretes, que não se deixasse influenciar...»
Mirene Cardinalli, 1968

Tal como tinha acontecido anos antes com a cantora Marina Neves, por esta altura alguns críticos consideravam o estilo e o timbre de Mirene pouco original, pois assemelhava-se ao de Simone de Oliveira, que na época era a voz feminina mais conceituada. Mirene, apesar de não negar as semelhanças que tinha com Simone, lembrava que começou a cantar ainda antes dela e que manteve sempre o mesmo estilo.
Em 1969, Mirene gravou um novo disco com três canções concorrentes ao Festival da Canção desse ano: "Sol da Manhã", "Canção Para um Poeta" e "Sombra de Ninguém". Dois anos antes já tinha gravado a canção "Livro Sem Fim", dos Duo Ouro Negro, concorrente ao Festival da Canção de 1967.
Em dezembro de 1969, Mirene participou numa emissão especial do programa da RTP Riso & Ritmo, alusiva à quadra natalícia, onde anunciou um novo disco que iria marcar um novo rumo na sua carreira, que incluiria duas canções compostas por Vieira da Silva: "Para a Construção da Cidade Necessária" e "Da Solidão e do Trigo". No entanto, a sua morte dias após a gravação do programa acabou por pôr um fim a esses planos, atrasando até a emissão do programa, que estava prevista para o dia 21 de dezembro e que acabou por estrear no dia 28 do mesmo mês. Essa emissão especial foi um dos programas mais vistos da época.

### Morte
Mirene Cardinalli faleceu a 19 de dezembro de 1969 no Hospital de Vila Franca de Xira, aos 27 anos, vítima de um brutal acidente de viação na reta do Cabo, na EN10, quando se dirigia para uma festa de beneficência em Évora. Um veículo surgiu pela frente e embateu na viatura da cantora, vitimando mortalmente, para além de Mirene, o seu marido, que conduzia a viatura, e o jovem cantor Carlos Belo. O condutor da outra viatura também não sobreviveu ao acidente e Maria de Lourdes Resende, que ia na viatura de Mirene, foi a única sobrevivente. Os corpos de Mirene e do seu marido foram identificados no hospital por Madalena Iglésias, que, ao regressar de um espetáculo, passara por Vila Franca de Xira momentos depois do acidente. Mirene deixou dois filhos pequenos, que ficaram ao cuidado da sua sogra, em Tomar. Aquando da sua morte, a cantora estava no início de uma gravidez.
O programa de rádio 1-8-0 organizou um espetáculo de angariação de fundos no Teatro Monumental no dia 13 de janeiro de 1970, com o intuito de ajudar os filhos da cantora. Este espetáculo contou com o apoio de um grande número de artistas portugueses, como Carlos do Carmo, Tonicha, Artur Garcia, Gina Maria, António Calvário, Maria José Valério, Maria da Fé, Tony de Matos, Mafalda Sofia, Mara Abrantes, Fernando Farinha, Hermínia Silva e João Maria Tudela.
A 19 de dezembro de 2019, a SIC assinalou no programa Júlia o 50º aniversário da morte da cantora, com a presença da sua filha Filomena Cardinalli que perdeu os pais aos 8 anos de idade.

## Discografia
Mirene Cardinalli lançou durante a sua fugaz carreira sete discos. Inicialmente, a editora Rádio Triunfo foi a "casa" de Mirene, mas posteriormente foi passando pelas editoras Estúdio e, por último, Riso & Ritmo, para a qual gravou o seu último disco.

### Álbuns[20]
- Adeus ao Verão (EP, Alvorada, 1966)
- Livro Sem Fim (EP, Alvorada, 1967)
- Amor Sou Eu (Alvorada, 1967)
- Mirene Cardinalli – Acompanhada pela Orquestra de Luís Gomes (EP, Alvorada, 1968)
- Mirene Cardinalli – Canção Cheia de Sol / Frenesi / A Minha Tristeza / Vocês Sabem Lá (EP, Estúdio, 1969)
- Grande Prémio TV da Canção 69 (Estúdio, 1969)
- Praias do Algarve (EP, Riso e Ritmo Discos Lda., 1969)

#### Compilações
- 3 Vozes Saudosas – Mirene Cardinali, Cidália Meireles, Xavier de Oliveira (LP, Estúdio)
- Mirene Cardinalli – O Melhor dos Melhores (CD, Movieplay, 1994)